# Neolythria confinaria
Neolythria confinaria är en fjärilsart som beskrevs av John Henry Leech 1897. Neolythria confinaria ingår i släktet Neolythria och familjen mätare. Inga underarter finns listade i Catalogue of Life.